# Bristol 407
La Bristol 407 est une voiture de luxe produite par le fabricant britannique Bristol Cars entre 1961 et 1963. C'était la première Bristol à être faite sous la nouvelle administration après leur séparation de la Bristol Aeroplane Company, qui a construit toutes les Bristol précédentes.

## Apparence
En apparence, elle ressemblait à la 406 qui fut produite entre 1958 et 1961. Les seuls changements étaient très subtils, ne comportant qu'une seule barre horizontale sur la calandre à peine agrandie, en plus de deux pots d'échappement au lieu d'un seul à l'arrière.
Comme dans toute berline Bristol depuis la 404, un compartiment, accessible par un panneau articulé entre l'avant de la porte du conducteur et l'arrière du passage de roue avant, loge la batterie, le panneau de fusibles, le moteur de l'essuie-glace et le servo des freins. Un panneau similaire de l'autre côté de la voiture abrite la roue de secours et le cric.

## Moteur
Cependant, sous le capot de la 407 on ne trouvait plus le vieux moteur dérivé du BMW six cylindres qui était devenu insuffisant pour permettre aux Bristols de rivaliser en performances avec d'autres voitures de luxe britanniques. Un moteur Chrysler 250ch V8 de 5 130 cm3, construit au Canada et équipé d'un nouvel arbre à cames de conception Bristol le remplaça. Il remit les Bristol dans les voitures de performance. Le moteur donnait à la 407 une vitesse maximale de 201 km/h.

## Transmission
Ce moteur est accouplé à une boîte de vitesses automatique TorqueFlite qui offrait trois vitesses et était munie d'un convertisseur de couple. 
C'est la première voiture Bristol à être munie d'une transmission automatique.

## Suspension et direction
L'autre changement majeur par rapport à la 406 se trouvait dans la suspension avant. Les ressorts à lames transversaux, insuffisants pour assurer la gestion efficace à des vitesses plus élevées dont la 407 est capable, sont remplacés par des ressorts hélicoïdaux. Cette conception de la suspension sera utilisée sur tous les futurs huit cylindres Bristol, avec de grands raffinements à partir de la 603. Disparue aussi, la direction à pignon et crémaillère, qui inhibait la 407.

## Carrossiers
Les carrosseries des 407 et des modèles ultérieurs furent réalisées par le constructeur de carrosseries de bus Parc Royal Vehicles qui a également fait du dégrossissage et des finitions sur certains exemplaires. Une poignée de voitures reçurent des carrosseries sur mesure, par Viotti et Zagato.

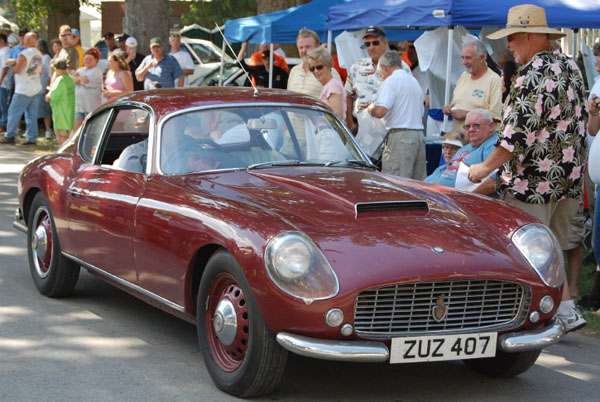
Une 407 Zagato, réputée avoir inspiré l'Aston-Martin DB4
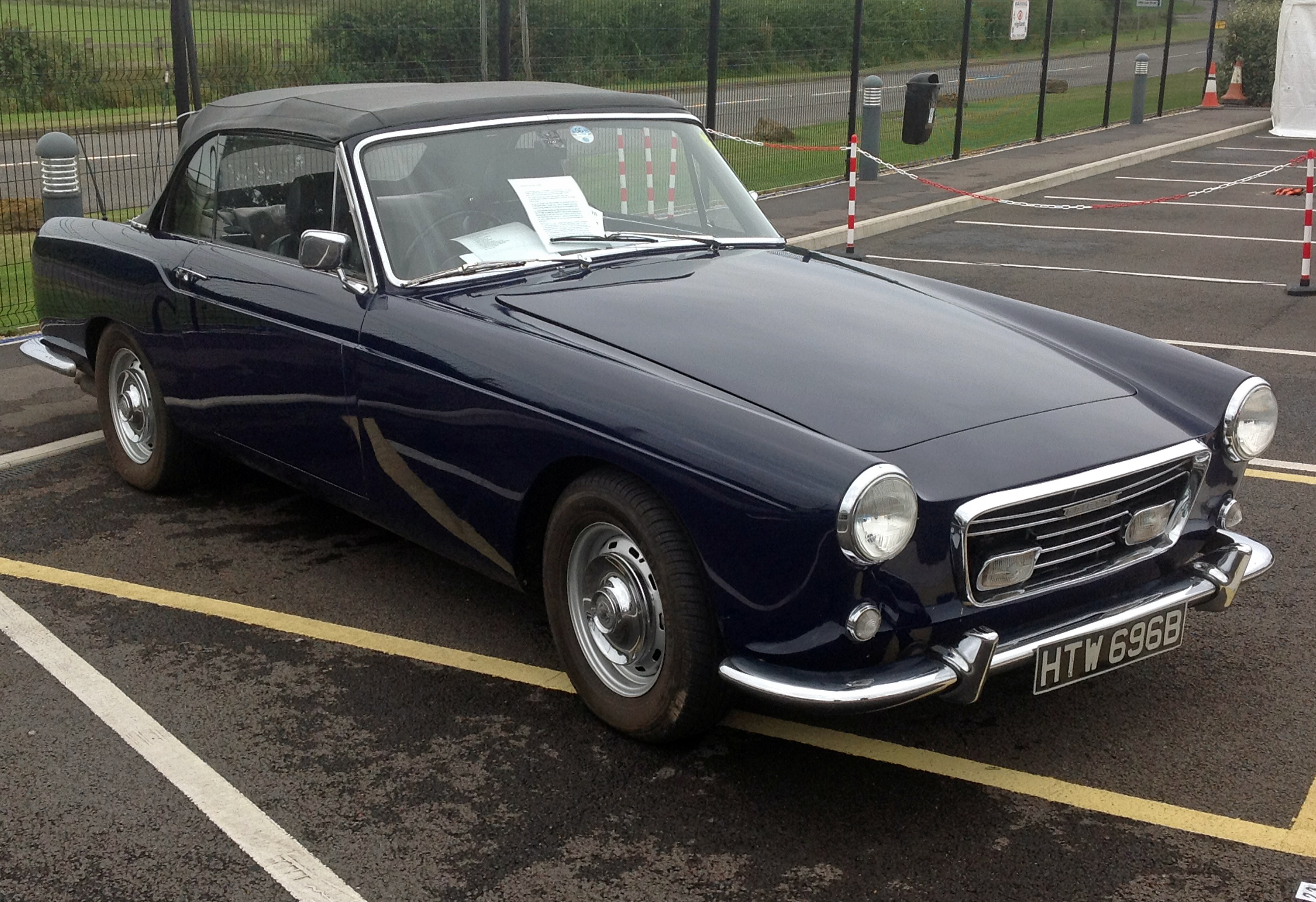
La 407 de Peter Sellers, carrossée par Viotti

## Performances
Le magazine britannique "The Motor" a testé une 407 en 1961 et a enregistré une vitesse de pointe de 201.5 km/h et une accélération de 0 à 97 km/h en 9,2 secondes. Une consommation de carburant de 16.1 L/100 km fut enregistrée. Le véhicule de l'essai coûtait 5 141 £, comprenant les taxes de 1 616 £.